# Muscadet-Côtes de Grandlieu
Das Weinbaugebiet Muscadet-Côtes de Grandlieu ist Teil des Gebiets Pays Nantais und somit der Weinbauregion Loire. Seit dem 29. Dezember 1994 (die letzte Änderung des Dekrets erfolgte am 12. Februar 1999) verfügt das Gebiet über den Status einer Appellation d’Origine Contrôlée (kurz AOC). Das Weinbaugebiet liegt auf der orographisch linken Seite der Loire bei der Stadt Nantes rund um den namengebenden See Lac de Grand-Lieu. Auf einer bestockten Rebfläche von ca. 320 Hektar werden im Durchschnitt jährlich ca. 18.000 hl Wein geerntet. Bis zum 9. Oktober 1995 hieß das Gebiet noch Muscadet Côtes de Grand Lieu.
Zugelassene Rebflächen befinden sich in den zwei Gemeinden Rocheservière und Saint-Philbert-de-Bouaine im Département Vendée sowie den 17 Gemeinden Bouaye, Bouguenais, Brains, La Chevrolière, Corcoué-sur-Logne, Legé, La Limouzinière, Pont-Saint-Martin, Port-Saint-Père, Saint-Aignan-de-Grand-Lieu, Saint-Colomban, Saint-Léger-les-Vignes, Saint-Lumine-de-Coutais, Saint-Mars-de-Coutais, Saint-Philbert-de-Grand-Lieu, Saint-Pazanne und Touvois im Département Loire-Atlantique.
Im Osten grenzt das Gebiet an die Appellation Muscadet Sèvre et Maine und im Westen an das Gebiet Muscadet.
Zur Herstellung der trockenen Weißweine ist ausschließlich die Rebsorte Melon de Bourgogne zugelassen. Vor der Vergärung muss der natürliche Mindest-Zuckergehalt des Mosts 144 g/l betragen, was einem Alkoholgehalt von 9 Vol.-% im Wein entspricht (siehe hierzu auch den Artikel Mostgewicht). Falls in schlechten Jahren einer Chaptalisation zugestimmt wird, darf der Alkoholgehalt des fertig vergorenen Weines nicht 12 Vol.-% übersteigen. Die Pflanzdichte wurde auf 6500–7500 Rebstöcke/Hektar festgelegt.
Der Ertrag ist auf 55 hl/ha beschränkt. In gewissen Jahren kann dieser Betrag bis auf 72 hl/ha korrigiert werden.
Um die Bezeichnung Muscadet-Côtes de Grandlieu sur lie tragen zu dürfen, müssen die Weine nach der Vergärung mindestens bis zum 1. März des der Ernte folgenden Jahres im Gärbehälter im Kontakt mit der Gärhefe verbleiben. Die Flaschenabfüllung erfolgt unmittelbar nach dem Abstich jedoch spätestens am 30. November des der Ernte folgenden Jahres. Der längere Kontakt mit der Hefe und den Schalen verleiht dem Wein ein komplexeres Aroma und eine größere Frische. Außerdem behält der Wein einen leichten Kohlensäuregehalt, so dass der Wein leicht prickelt. Einige Händler praktizieren jedoch eine andere Technik. Die Weine werden bei den einzelnen Winzern von den Schalen und der Hefe abgezogen und zu den Kellern der Händler gebracht. Erst nachdem eine genügend große Charge eingeholt wurde, wird dem Wein wieder Kohlendioxid hinzugegeben um dem Wein sein feines Moussieren wieder zu geben. Das Ergebnis ist allerdings längst nicht so gut. Erstklassige Muscadet sur lie können daher nur Erzeugerabfüllungen sein, die man am Etikett mit dem Vermerk Mise en bouteille au Château oder Mise en bouteille au Domaine erkennt.
Ein Muscadet-Côtes de Grandlieu ist in der Regel ein einfacher und unkomplizierter Wein, der durch seine Frische, Fruchtigkeit und durch sein leichtes Moussieren besticht. Er ist ein guter Begleiter von Meeresfrüchten und wird aufgrund seines nicht zu hohen Alkoholgehalts lokal auch als Durstlöscher geschätzt. Am besten trinkt man ihn jung und frisch bei einer Trinktemperatur von 8 bis 10 °C.